# Ли Санён
Ли Санён (кор. 이상연, англ. Lee Sang-yeon; род. 6 марта 1995 года) — южнокорейский тяжелоатлет, серебряный призёр чемпионата Азии 2023 года, бронзовый призёр летних Азиатских игр 2022 года. 

## Карьера
В 2017 году на летней Универсиаде в Тайбэе, в категории до 69 кг, стал пятым с результатом 310 кг по сумме двух упражнений.
Дебютировал на чемпионате мира 2018 года в Ашхабаде, в категории до 67 кг не смог зафиксировать результат во втором упражнении - толчке.
В 2022 году на чемпионате мира в Боготе, в весовой категории до 67 кг, стал шестым с результатом 314 кг.
На чемпионате Азии в своей родной стране, в мае 2023 года, завоевал серебряную медаль в весовой категории до 67 кг с результатом 314 кг по сумме двух упражнений.
В Саудовской Аравии, где состоялся Чемпионат мира по тяжёлой атлетике 2023 года, корейский спортсмен в категории до 67 кг стал пятым с результатом 306 кг по сумме двух упражнений. В упражнении "толчок" сумел завоевать малую бронзовую медаль (176 кг).
В декабре 2024 года на чемпионате мира в Бахрейне в упражнении толчок завоевал малую серебряную медаль с результатом 191 кг, по итогам двух упражнений стал девятым (331 кг). 

## Достижения
Чемпионат Азии
| Результат | Вес       | Год  | Место соревнований  | Рывок | Толчок | Общий вес |
| Серебро   | до 67 кг. | 2023 | Чинджу, Южная Корея | 139,0 | 175,0  | 314,0     |